# Solomon Walker
Solomon Walker (Wilmette, 6 dicembre 1971) è un bassista statunitense.

## Biografia
Con lo pseudonimo di Solomon Snyder ha militato in vari gruppi, quali Year of the Rabbit, The Joy Circuit, and Cupcakes. Solomon è fratello di Matt Walker, ex batterista dei Filter, Smashing Pumpkins e Morrissey.
Ha iniziato a suonare il basso all'età di 12 anni, Walker divenne presto noto nella zona di Chicago, nel 2001 si trasfererito a Los Angeles.

### Morrissey
A partire dal 2006, Walker si è unito alla band che accompagna dal vivo Morrissey, in sostituzione del dimissionario Gary Day. Contemporaneamente ha anche collaborato, in studio, alla realizzazione degli album "Years of Refusal" e "World Peace Is None of Your Business" pubblicati, rispettivamente, nel 2009 e nel 2014 dall'ex leader degli Smiths.Nel 2012, si è esibito con Morrissey in Late Night with Jimmy Fallon. Nel 2013, Walker ha recitato nel documentario di Morrissey sul loro tour in Morrissey: 25 Live, che ha ricevuto recensioni contrastanti. Il 5 novembre del 2014, prima di un concerto ad Hannover, viene sostituito dal bassista Mando Lopez.

### Bryan Adams
Dal 2016 collabora, come bassista temporaneo, con Bryan Adams nei tour Get Up Tour, The Ultimate Tour, Shine a Light Tour, So Happy It Hurts Tour e al cofanetto Live at the Royal Albert Hall. Il 31 gennaio 2023, si esibito nel programma televisivo The Tonight Show Starring Jimmy Fallon, dove Bryan Adams ha annunciato il suo So Happy It Hurts Tour del 2023 negli Stati Uniti d'America.

### Altre attività
Nel 2011 ha preso parte alla tour di Liz Phair. Nel 2012 collabora anche con gli Eastern Shadows.
Nel 2022 partecipa all'EP di debutto "Dark Horizon" dei Death Diamond, gruppo rock di Los Angeles composto da Walker (basso), Yukihide YT Takiyama (chitarra) e Charles Paxson (batteria).
Nel 2023, ha contribuito a produrre un singolo di Evidence of a Struggle.

### Vita Privata
Walker si è trasferito a West Hollywood, in California, nel 2001. È sposato e ha figli. 

## Discografia

### Con Morrissey
- 2009 - Years of Refusal
- 2009 - Swords
- 2013 - Morrissey: 25 Live
- 2014 - World Peace Is None of Your Business

### con i Wrekmeister Harmonies
- 2014 - Then It All Came Down
- 2015 - Night Of Your Ascension
- 2020 - We Love to Look at the Carnage

### Con i Death Diamond
- 2022 - Dark Horizon E.P.

### Con Bryan Adams
- 2023 - Live at the Royal Albert Hall